# Magelang
Magelang este un oraș din Indonezia.